# 京成バス市川営業所
京成バス市川営業所（けいせいバスいちかわえいぎょうしょ）は、千葉県市川市柏井町に位置し、市川市北部、松戸市南部、船橋市西部に路線を持つ京成バスの営業所。社内の営業所記号は2を用いる。ナンバーは市川（市川ナンバー登場以前は習志野）である。
主なターミナルとして、市川駅、本八幡駅の2駅が挙げられる。従来は市川市南部、鎌ケ谷市、白井市、印西市、浦安市にも路線を有していたが、ちばレインボーバス、京成トランジットバスに移管された。

## 沿革
市川には大正時代からバスが運行されていたが、旧京成電気軌道（または京成乗合）が運行を開始したのは昭和初期である。その当時はこの地域に営業所がなく、東京府（現・東京都）内の奥戸営業所（京成タウンバスを経て現・京成バス東京葛飾営業所）による浅草 - 八幡線（旧・奥戸線）と、習志野営業所（船橋営業所の前身）による市川船橋線（国府台 - 船橋線）が乗り入れていた。ただし、車庫が全くなかったわけではない。「京成電鉄85年のあゆみ」に掲載されている当時の路線図によると、旧・八幡駅よりもさらに東に旧・八幡車庫が存在していたことが示されている。
1942年（昭和17年）1月24日付で、葛飾乗合自動車と合併していた東京地下鉄道より路線を継承し、浦安・行徳・新小岩・西新井などが京成のエリアとなった。同日には行徳馬車自動車より船橋 - 行徳線（現在の原木線に近い）も買収している。
その後1943年7月14日には、森田祐吉の経営する八幡 - 木下間を主とする路線を買収した。このときに、国鉄本八幡駅の南側に初代・市川営業所が開設された（その時点で旧八幡車庫は不要となったのだろうが、詳細は不明である）。こうして、初代・市川営業所は千葉街道沿線、浦安方面、大柏、国分方面等に至る比較的短距離の路線と、白井・木下に至る長距離路線を営業することとなった。
戦後、昭和20年代には、大柏線が高塚入口で分岐した高塚線（現在は、大柏線と高塚線をまとめて高塚線と呼称）、通称市川市内循環と呼ばれた富貴島線（現在とルートが異なる）が新設され、本八幡駅及び市川駅近傍の輸送力は大幅に増強された。
2008年12月17日にICカード「PASMO」を導入した。

## 現行路線

### 高塚線
- 本31:本八幡駅 - 京成八幡駅 - 昭和学院 - 高塚入口 - 高塚
- 本31:本八幡駅 - 京成八幡駅 - 昭和学院 - 高塚入口 - 高塚 - 東松戸駅
- 本32:本八幡駅 - 京成八幡駅 - 昭和学院 - 高塚入口 - 市川大野駅 - 大町公民館 - 大町駅
- 本32:本八幡駅 - 京成八幡駅 - 昭和学院 - 高塚入口 - 市川大野駅
- 本33:本八幡駅 - 京成八幡駅 - 昭和学院 - 高塚入口 - 市川大野駅 - 大町公民館 - 大町駅 - 市川営業所
- 本34:東松戸駅 - 高塚
- 本36:本八幡駅 - 京成八幡駅 - 昭和学院 - 高塚入口 - 市川大野駅 - 殿台入口 - 高塚
- 本37:医療センター入口 ← 保健医療福祉センター ← 姫宮団地入口 ← 市川大野駅 ← 高塚 ← 東松戸駅

- 本35（廃止）:医療センター入口 - 保健医療福祉センター - 姫宮団地入口 - 市川大野駅 - 大町公民館 - 大町駅
  - 戦前：本八幡駅 - 大柏を開通。
  - 1953年5月1日：本八幡駅 - 高塚を開通。
  - 昭和：大柏線を本八幡駅 - 大柏 - 大町（現・大町公民館）に延長。
  - 1970年頃：大町発着便を本八幡駅 - 大柏 - 現・大町に延長。
  - 1990年12月1日：大町発着出入庫便として本八幡駅 - 市川大野駅 - 大町 - 大町東 - 柏井車庫を開通。
  - 1991年3月31日：北総線の開通により、高塚発着便の一部が東松戸駅まで延長となる。大町発着便が大町駅を経由するようになる。
  - 2012年8月16日：本35 医療センター入口 - 保健医療福祉センター - 市川大野駅 - 大町駅を開通
  - 2013年12月16日：本36 本八幡駅 - 高塚入口 - 市川大野駅 - 殿台入口 - 高塚を開通
  - 2016年6月26日：本35 廃止。

JR総武線本八幡駅北側の主幹路線。1960年代にはこの路線と似たルートで千葉県営鉄道北千葉線の計画が起こされたこともあり、21世紀初頭までは鉄道培養路線の意味合いもあった。現在も都営新宿線と北総鉄道、JR武蔵野線を結ぶ鉄道短絡輸送を担う。その他、昭和学院が設置する各級学校（短大、高校・中学、小学校）への通学輸送、タムス市川リハビリテーション病院（旧・市川市リハビリテーション病院）への病院輸送も重要な役割である。
途中の高塚入口までは全便が共通のルートで、それ以北で高塚・東松戸駅側と大町駅・市川営業所側に分かれる。京成電鉄五十五年史（昭和40年代初期）では高塚方面便と大町方面便をそれぞれ「高塚線」「大柏線」と区別しているが、初期の市川市統計資料ではすべて「大柏線」と取り扱っており、当時の本社と営業所の路線の呼び方が異なっていたことがうかがえる。結局、昭和50年代頃よりまとめて高塚線と呼ぶようになったようである。

大町側については1970年前後までは現在の大町公民館が終点であり、その当時はここが「大町」と名乗っていた。ちなみに、かつてこの付近は新京成バス松戸営業所（松戸新京成バスを経て現：京成バス千葉ウエスト松戸東営業所）の八柱線があり、同社の停留所については廃止されるまで「大町」のままだった。柏井車庫（現・市川営業所） - 大町間は1990年12月、大町 - 大町駅間と高塚 - 東松戸駅間は北総線全通時の1991年3月にそれぞれ延長された。
高塚側については、1953年の開通以後しばらく変化が無かったが、1991年3月の北総線開通に伴い、一部の便が東松戸駅まで延長された。延長前の1991年3月30日までは本八幡駅 - 高塚入口便が朝にあり、高塚入口には操車場もあった（現在は廃止）。この高塚入口の操車場は早期から存在していたが、容量が小さかったため、高塚に新しい操車場ができると、その役目を譲り、晩年は折返場となっていた。朝だけしか使わなかったので、昼間はくさりで入れないようになっていた。
少なくとも昭和末期以降、高塚行きは7 - 10分おき、大町行きは15分おきと頻繁運行されていたが、利用者は高塚入口までに多い。2003年4月1日の改正で高塚側の便数が減らされ、高塚までが15分おき、東松戸駅までが30分おきとなった。現在は増便されており、東松戸駅まで毎時4本程度が確保されている。
市川営業所と後述の医療センター入口（旧・市川北高校）はほとんど同じ場所にある。医療センター入口停留所は車庫の南側にあり、市川営業所停留所は車庫の北側にある。

### 国分線
- 市41:市川駅 - 市川真間駅 - 菅野六丁目 - 国分 - 国分高校
- 市42:市川駅 - 市川真間駅 - 菅野六丁目 - 国分 - 高塚入口 - 市川大野駅 - 姫宮団地入口 - 医療センター入口
- 市43:市川駅 ← 市川真間駅 ← 菅野六丁目 ← 国分 ← 道の駅いちかわ ← 国分操車場 ← 北国分駅 (平日・土曜早朝/北国分駅発のみ)
- 市44:市川駅 - 市川真間駅 - 菅野六丁目 - 国分 - 道の駅いちかわ - 国分操車場 - 聖徳学園
- 市45:市川駅 - 市川真間駅 - 菅野六丁目 - 国分 - 高塚入口 - 高塚 - 東松戸駅

- 松51:市川駅 - 市川真間駅 - 菅野六丁目 - 国分 - 道の駅いちかわ - 国分操車場 - 大橋 - 分実 - 松戸駅（松戸営業所担当）
- 松51-2:市川駅 - 市川真間駅 - 菅野六丁目 - 国分 - 道の駅いちかわ - 国分操車場 - 聖徳学園 - 大橋 - 分実 - 松戸駅（松戸営業所担当）
- 松54:市川駅 - 市川真間駅 - 菅野六丁目 - 国分 - 道の駅いちかわ - 国分操車場 - 聖徳学園 - 北国分駅 - 一条会病院 - 松戸駅（松戸営業所担当）
- 松55:市川駅 - 市川真間駅 - 菅野六丁目 - 国分 - 道の駅いちかわ - 国分操車場 - 北国分駅 - 一条会病院 - 松戸駅（松戸営業所担当）

- 戦前：市川駅 - 国分を開通。当初は市川真間駅非経由。市川真間駅を経由するようになった日は不明。
- 1961年（昭和36年）8月25日頃：市川駅 - 国分 - 松戸駅を開通。折返便として、市川駅 - 国分が多数。当時は全便が市川営業所担当。
- 1965年9月1日：市川駅 - 国分高校を開通。
- 1984年4月6日：市川駅 - 聖徳学園を開通。
- 1985年12月20日：市川駅 - 高塚入口 - 市川大野駅 - 五中入口 - 市川北高校および聖徳学園 - 五中入口 - 市川北高校を開通。この頃に市川 - 松戸便が松戸営業所担当となる。
- 1991年3月31日：北総線開通に伴い、市川駅 - 北国分駅および北国分駅 - 市川北高校（現・医療センター入口）を開通。
- 1997年10月6日：北高発着便をこざと公園入口・姫宮団地入口経由に変更。北国分駅・聖徳学園の北高出入庫便を廃止。
- 2000年6月1日：北国分駅便を大幅増便し、市川 - 聖徳学園便を通学時間帯のみに変更する。
- 2008年11月17日：中国分線が北国分駅まで延伸されたのに伴い、北国分駅便が大幅減便。
- 2011年4月1日：市川北高校閉校に伴い市川北高校停留所名を医療センター入口に改称。
- 2012年8月16日：市川駅-国分-高塚入口-高塚-東松戸駅を開通
- 2013年8月1日：松51を大幅減便。それに対する措置として市43から北国分駅・市44から聖徳学園で松52への乗継ぎ制度を開始[4]。
- 2013年10月1日：市43・44系統が松戸営業所との共同運行になる[5]。
- 2014年5月1日 : 市43・市44系統と乗り継ぎ先の松52系統を統合、松54・55系統新設。北国分駅・聖徳学園での乗継ぎ制度終了。
- 2018年 : 市43系統 市川駅発北国分駅行きが廃止

国分線は市川駅から北の国分地区に向かう系統である。聖徳大学、光英VERITAS中学・高校（旧：聖徳大学附属女子中学・高校）、県立国分高校、市川昴高校（旧・市川西高校）への通学輸送を担う他、JR市川駅・松戸駅と北総鉄道を結ぶ鉄道短絡輸送の役割もある。終点側で多くの方向に枝分かれしていることが特徴である。
この線の開通は戦前であり、市川駅 - 国分間を運行していたことや、当時は市川真間駅 - 菅野駅間の踏切を渡っていたことを、当時の路線図から確認することができる。ただし、運行頻度、営業所等、詳細な情報は不明である。
その後、市川真間駅経由となったが、市川と松戸がつながった時期は意外と新しく、1961年のことである。その時点では、国分の折返便が多かったが、1965年に国分高校便が新設され、線の主力はこの便に変わっていった。

### 富貴島線・鬼越線・市川学園線
- 市61:市川駅 - 市川真間駅 - 菅野六丁目 - 市川総合病院 - 昭和学院 - 八方橋 - 市川学園（東菅野五丁目）
- 市62:市川駅 - 市川真間駅 - 菅野六丁目 - 市川総合病院 - 昭和学院 - 八幡六丁目 - 市川学園
- 本71:本八幡駅 - 鬼越駅 - 八方橋 - 市川学園
- 本71:本八幡駅 - 鬼越駅 - 八方橋 - 市川学園 - 姫宮団地入口 - 医療センター入口
- 本74:本八幡駅 - 鬼越駅 - 八方橋 - 市川学園 - 市川学園正門前
- 西55:西船橋駅 - 東中山駅入口 - （無停車） - 市川学園正門前
  - 1957年10月15日：市川駅 - 市川真間駅 - 菅野六丁目 - 東京歯科大(現在の市川総合病院) - 菅野一丁目 - 東菅野広小路 - 菅野交番前 - 八方橋 - 鬼越駅 - 市役所 - 京成百貨店入口 - 市川駅が開通。1977年頃の方向幕は「市内循環　眞間駅廻り」(青文字)と「市内循環　郵便局廻り」(赤文字)
  - 1979年8月28日またはそれ以前：東菅野五丁目 - 中山団地 - 八方橋 - 菅野四丁目 - 市川駅 - 市役所 - 八方橋 - 中山団地 - 東菅野五丁目（現・市川学園）に変更。
  - 1983年10月31日：循環線が昭和学院経由となる。本八幡駅（復路終点は京成百貨店入口） - 鬼越駅 - 東菅野五丁目が開通。
  - 昭和：折返線（東菅野五丁目 - 昭和学院 - 市川駅）が設けられる。
  - 1995年4月1日：循環線が市川駅で分割される。
  - 1997年10月6日：市役所経由便が本八幡駅 - 鬼越駅 - 東菅野五丁目に短縮。復路終点が本八幡駅に変更。
  - 2003年4月1日：市川学園の移転に伴い、本八幡駅発の朝ラッシュ時の便が八幡六丁目経由に変更。西船橋駅 - 東菅野五丁目の直通バスが運行開始（平日通学時間帯）。
  - 2005年12月1日：東菅野五丁目バス停名が市川学園に変更。（方向幕も市川学園に変更）
  - 2009年11月16日：市63系統を新設、富貴島線の市川学園行の一部便が本八幡駅行に変更。
  - 2014年5月16日：鬼越線の一部便がニッケコルトンプラザに乗り入れ。このことに関連して本73系統の運行を開始。
  - 2015年4月1日：ダイヤ改正により、本72系統を廃止（運行は3月31日まで）。本74系統の運行を開始。
  - 2021年4月16日：ダイヤ改正により、本73系統を休止（運行は4月15日までだが、土休日のみの運行だったため事実上の運行は4月11日まで）。
  - 2022年4月1日：市川学園線が新都心営業所と共同での運用となる。
  - 2023年6月19日：市川学園線が市川営業所単独での運行となる。
  - 2024年5月25日：この日のダイヤ改正をもって市63系統を廃止。

富貴島線は、1957年に市川市内を循環する路線として市川駅 - 市川総合病院 - 八方橋 - 市役所 - 市川駅が開通した。当時は道路状況が悪くなかったため、頻繁運行が行なわれ市民の足となっていた。なお、今の市川総合病院バス停近くに菅野操車場があり、そこで乗務員の交代が行われていた。
その後、中山団地線（京成百貨店入口・京成八幡駅→市役所→鬼越駅→八方橋→北方団地（現・中山団地）→市川学園→京成八幡駅、という循環線。のち中山団地線と名称変更）が開通し、さらにそれが市川北高線に変わった際に、この線が中山団地経由で東菅野五丁目まで延長し、変型のラケット型循環線となった。この際に始発終着は東菅野五丁目となり、双方とも行き先が「東菅野五丁目」となったので八方橋基準に右回り系統の幕は青文字で「市役所・市川駅・真間駅廻り 東菅野五丁目」、左回り系統の幕は赤文字で「真間・市川駅・市役所廻り 東菅野五丁目」という表示を掲出していた。尚左回り系統の文字は赤であったので、最終便は赤ランプを点灯するため、最終便の行き先表示が非常に見づらかった。
しかし、1)乗客のほとんど全員が途中の市川駅と京成百貨店入口（本八幡駅前だが国道14号上にあった。現在は廃止）で乗降してしまうこと、2)南側が総武線・京成線と並行しているために乗客の利用が少ないこと、3)道路の混雑のために、循環線だと定時制が確保しにくくなった、などの理由のために以下の変更が行われた。
1. 東菅野五丁目 - 菅野交差点 - 市川駅の折返便の新設
2. 東菅野五丁目 - 鬼越駅 - 本八幡駅（北口ロータリー。ただし、本八幡駅到着停留所は「京成百貨店入口」を使用していた）の新設
3. 1995年4月1日に東菅野五丁目 - 菅野交差点 - 市川駅と東菅野五丁目 - 鬼越駅前 - 京成百貨店入口 - 市川駅（上と同じく、ラッシュ時には本八幡駅発着便あり）の2系統に分割および、鬼越経由便の減便

その後も、国道14号区間においては状況の改善には至らず、1997年10月6日に京成百貨店入口（本八幡駅） - 市川駅が廃止となった。残った区間についても、市川駅発着便と本八幡駅発着便とで本数に差が見られ、後者は1時間に1本という時間帯まで現れた。
国道14号上にあった、本八幡駅の最寄りの停留所は「京成百貨店入口」と名乗っていた（同百貨店ができるまでの名称は「八幡十字路」）。1997年10月以前において、本八幡駅折返便の本八幡駅行の終点は駅停留所ではなく京成百貨店入口だった（その後駅ロータリーまで回送）。それ以後は同停留所そのものが廃止されたため、この便の終点も駅ロータリー側に変更された。
のちに菅野交差点経由系統は平日夜間、市川駅で総武快速線との接続を重視するダイヤが組まれたことがあった。
2003年に市川学園が東菅野から本北方に移転したことで最寄となるバス停が東菅野五丁目に変更になり、富貴島線が通学手段として用いられるようになるとともに、通学時間帯には西船橋駅から東菅野五丁目までの直行便も設けられた。その後2005年になってバス停名も東菅野五丁目→市川学園（併せて姫宮団地線の（旧）市川学園も東菅野三丁目へ）と変更され、これに伴い方向幕なども変更された。この際、増発された朝ラッシュ時の便（本八幡駅 - 京成八幡駅 - 八幡六丁目 - 市川学園）は姫宮団地線の本11系統(シャトル便)と富貴島線の本72系統（復路のみ）に二分されていた。なおこの2系統はその後の2015年4月ダイヤ改正で市川学園正門前まで延伸、本16系統に統一された。
京成バスの公式プレスリリースにおいて、本八幡駅発着便の路線に「鬼越線」、西船橋駅 - 市川学園直行便に「市川学園線」の名称を使っている例が見受けられる。

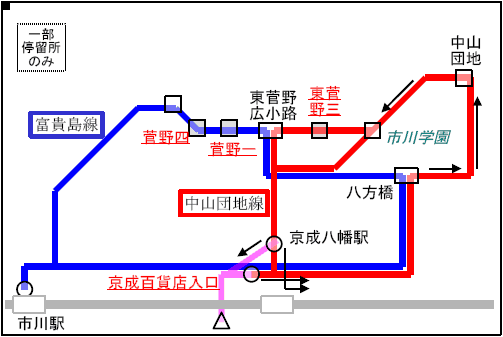
富貴島線および北高線の変遷（その1）
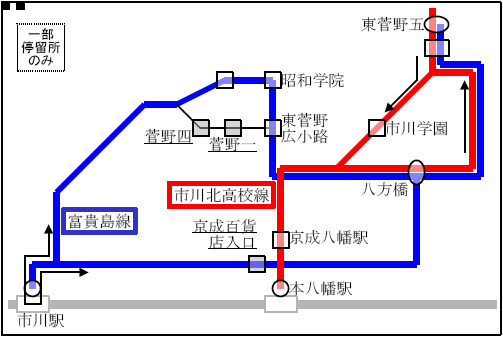
富貴島線および北高線の変遷（その2）
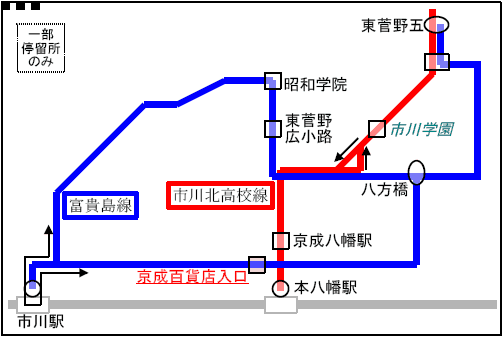
富貴島線および北高線の変遷（その3）
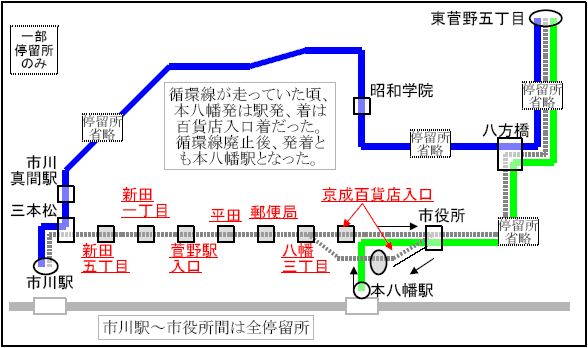
東菅野五丁目循環（当時）詳細図

### ファイターズタウン線

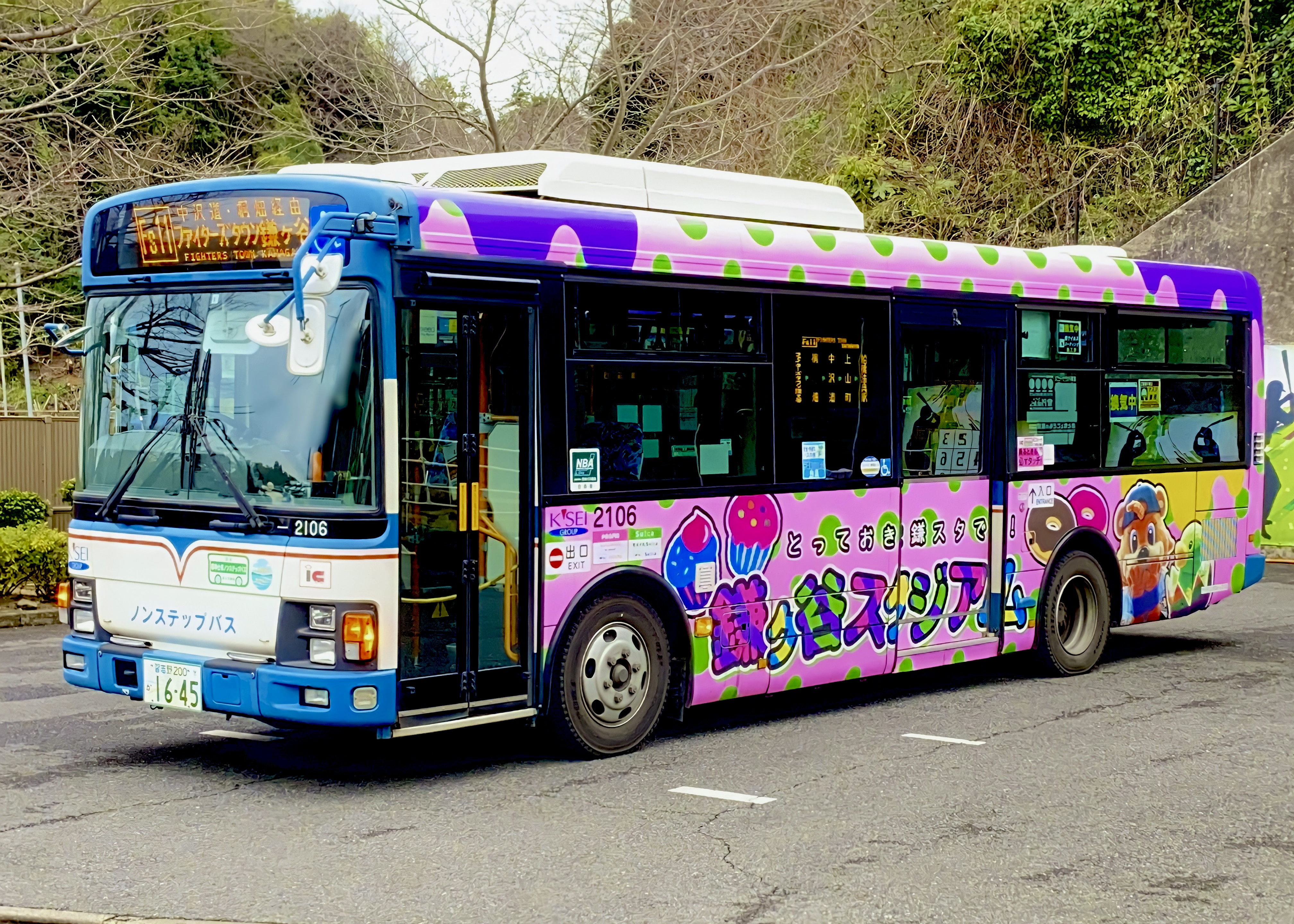
ファイターズタウンラッピングバス

- Fs01:西船橋駅 - 京成西船駅 - 行田団地 - 前貝塚 - 上山町 - 桐畑 - ファイターズタウン鎌ケ谷
- Fs02:西船橋駅 - 京成西船駅 - 行田団地 - 前貝塚 - 上山町 - 桐畑 - 市川営業所
- Fs03:西船橋駅 - 京成西船駅 - 行田団地 - 前貝塚 - 上山町 - 桐畑
- Fs04:西船橋駅 - 京成西船駅 - 行田団地
- Fs05:西船橋駅 - 京成西船駅 - 行田団地 - 前貝塚
- Fs11:船橋法典駅 - 上山町 - 桐畑 - ファイターズタウン鎌ケ谷
- Fs12:船橋法典駅 - 上山町 - 桐畑 - 市川営業所
- Fs12:船橋法典駅 - 上山町 - 桐畑
- Fs11:ファイターズタウン鎌ケ谷 - 市川営業所
  - 1958年（昭和33年）12月20日：葛飾線（西船橋駅 - 無電前（行田団地停留所のやや西, 既に道路なし） - 昌行寺入口（現・上山町））を開通。当時は印内町（現・印内） - 前貝塚入口（現・前貝塚）間を短絡運行。船橋営業所（現・新都心営業所習志野出張所）担当。
  - 昭和：西船橋駅 - 前・桐畑（のち藤原三丁目、現・藤原六丁目）に延長。
  - 昭和：諏訪神社・行田新田経由となる。
  - 昭和：行田団地線（西船橋駅 - 葛飾駅 - 行田団地）を開通。船橋営業所担当。
  - 1985年9月16日：市川営業所に担当変更（おそらく）の上、終点を中沢に延長。桐畑を藤原三丁目（現・藤原六丁目）と改称し、中沢との間に桐畑停留所および折返場を新設。西船橋駅 - 行田団地 - 中沢線の開通。
  - 1991年6月21日：京成西船駅・諏訪神社経由便を船橋中央病院・西船二丁目・行田団地経由に変更。
  - 2006年1月10日：船橋法典駅 - 桐畑の開通。船橋中央病院経由便の廃止。
  - 2006年5月16日：諏訪神社発着便（花輪車庫担当）を京成トランジットバスに移管。
  - 2008年4月21日：一部の便がファイターズスタジアム鎌ケ谷まで延長。
  - 時期不詳：ファイターズタウン線に改称。
  - 2009年4月16日：一部の便が柏井車庫（現・市川営業所）まで延長、前貝塚発着便新設、中沢折返し廃止。

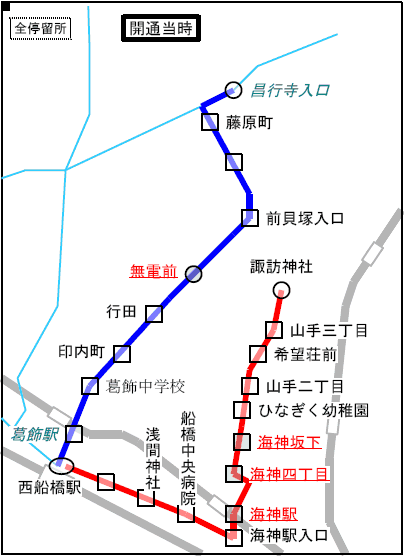
葛飾行田団地線の変遷（その1）
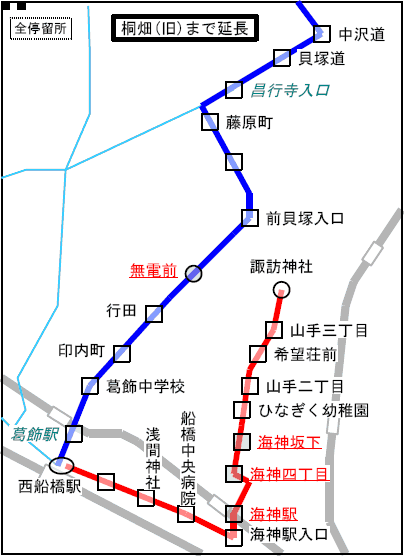
葛飾行田団地線の変遷（その2）
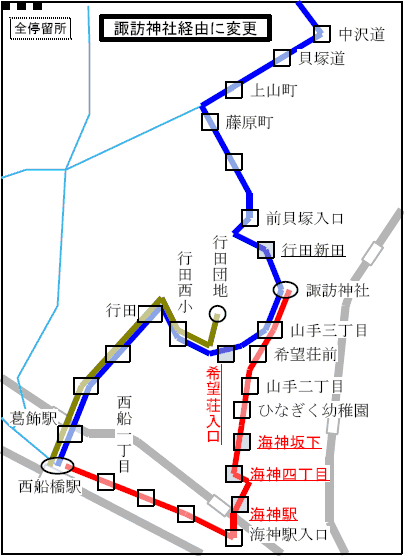
葛飾行田団地線の変遷（その3）
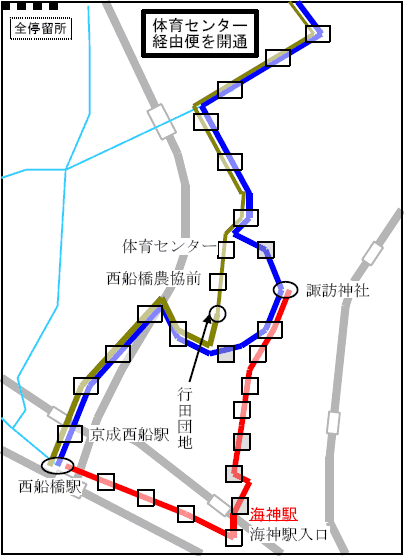
葛飾行田団地線の変遷（その4）
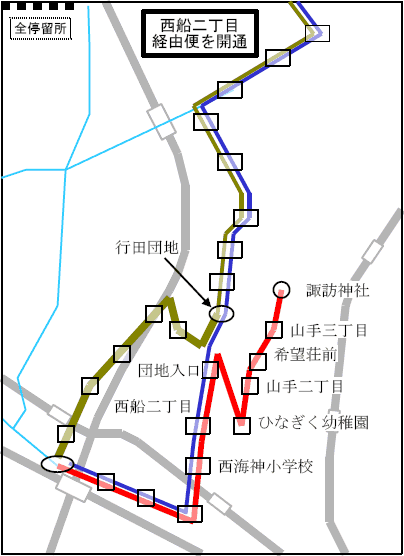
葛飾行田団地線の変遷（その5）

### 姫宮団地線
- 本11:本八幡駅 - 京成八幡駅 - 八幡六丁目 - 市川学園 - 姫宮団地入口 - 医療センター入口（旧・市川北高校）
- 本12:本八幡駅 - 京成八幡駅 - 八幡六丁目 - 市川学園 - 姫宮団地入口 - 保健医療福祉センター - 医療センター入口
- 本13:本八幡駅 - 京成八幡駅 - 八幡六丁目 - 市川学園 - 姫宮団地入口 - 市川大野駅 - 五中入口 - 医療センター入口
- 本14:本八幡駅 - 京成八幡駅 - 八幡六丁目 - 市川学園 - 姫宮団地入口 - 市川大野駅 - 大野町四丁目 - 市営霊園 - 市川営業所
- 本15:本八幡駅 - 京成八幡駅 - 八幡六丁目 - 市川学園 - 姫宮団地入口 - 市川大野駅 - 大野町四丁目 - 動植物園
- 本16:本八幡駅 - 京成八幡駅 - 八幡六丁目 - 市川学園 - 市川学園正門前
  - 1967年：北方団地線（京成百貨店入口または京成八幡駅→鬼越駅→八方橋→北方団地（1978年以降中山団地）→市川学園（現・東菅野三丁目）→東菅野三丁目（現・東菅野三丁目と東菅野広小路の中間付近）→東菅野広小路→京成八幡駅）を開通。
  - 昭和：八幡六丁目経由となる。
  - 1979年8月28日：本八幡駅 - （往路：中山団地，復路：市川学園） - 東菅野五丁目 - 市川北高校に変更。市川北高校線となる。
  - 1980年3月頃：往復とも市川学園経由となる。
  - 1983年10月31日：本八幡駅 - 東菅野五丁目 - こざと公園入口 - 市川大野駅 - 大柏 - 大野町四丁目を開通。
  - 1987年8月20日：大野町四丁目発着便を、早朝夜間を除き、市川市動植物園まで延長。
  - 1997年10月6日：北高発着便の一部がこざと公園入口・市川大野駅・五中入口経由となる。
  - 1998年9月3日：北高発着便の一部が保健医療福祉センター経由となる。
  - 2004年11月1日：大野町四丁目発着便が市営霊園まで延長される。動植物園系統が土休日のみの運行になる。
  - 2005年12月1日：東菅野五丁目バス停名が市川学園に変更（方向幕も市川学園に変更）。これに伴い、旧来の市川学園バス停名も東菅野三丁目に変更。
  - 2011年4月1日：市川北高校閉校に伴い市川北高校停留所を医療センター入口に改称。また路線名を北高線から姫宮団地線に改称する。

本八幡駅から東菅野三丁目、市川学園を経由して姫宮団地経由で医療センター入口（旧・市川北高校）、または市営霊園経由で市川営業所まで行く線である。市営霊園 - 市川営業所便は土休日の昼に動植物園に至る。

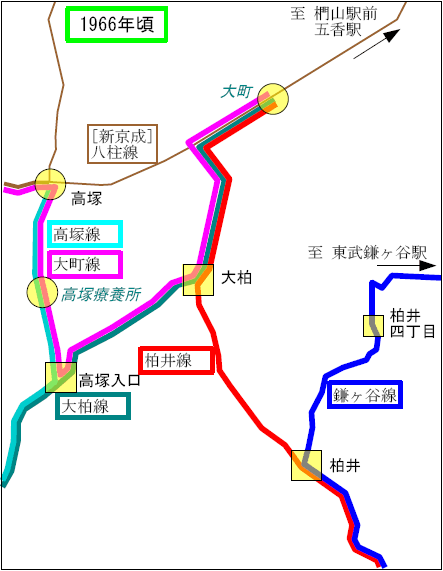
市川市大野町付近のバス路線の変遷（その1）
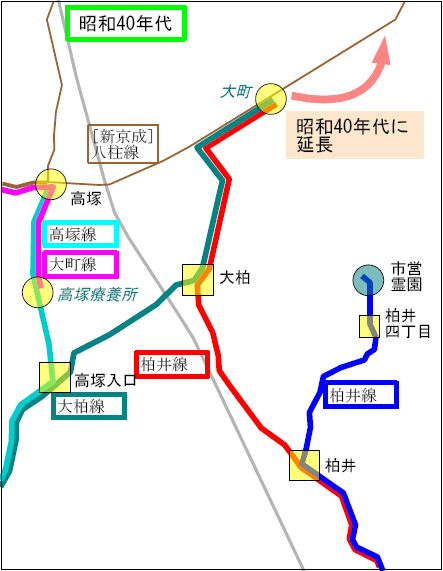
市川市大野町付近のバス路線の変遷（その2）
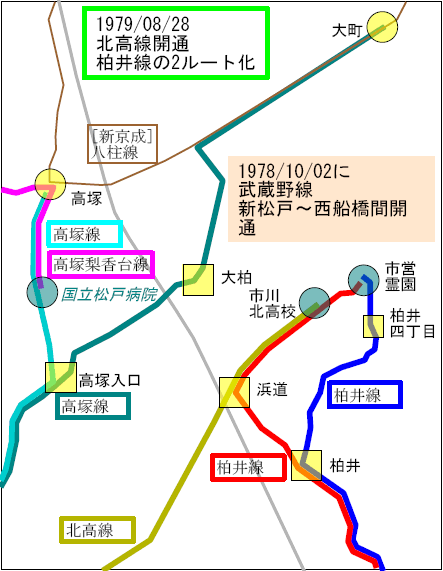
市川市大野町付近のバス路線の変遷（その3）
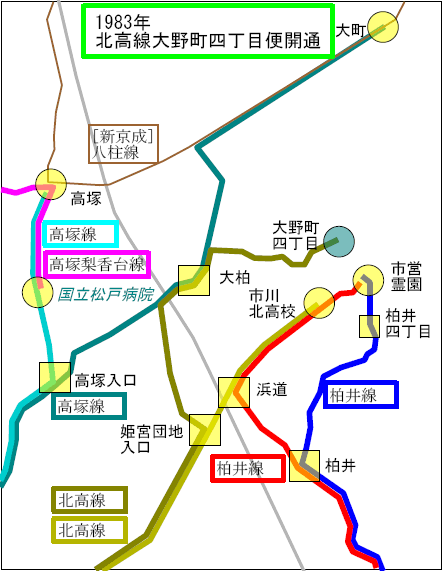
市川市大野町付近のバス路線の変遷（その4）
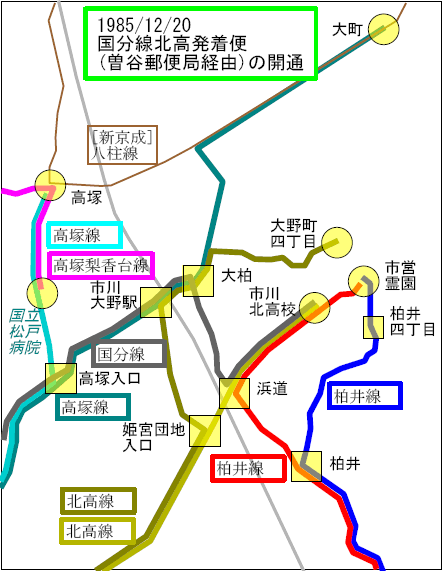
市川市大野町付近のバス路線の変遷（その5）
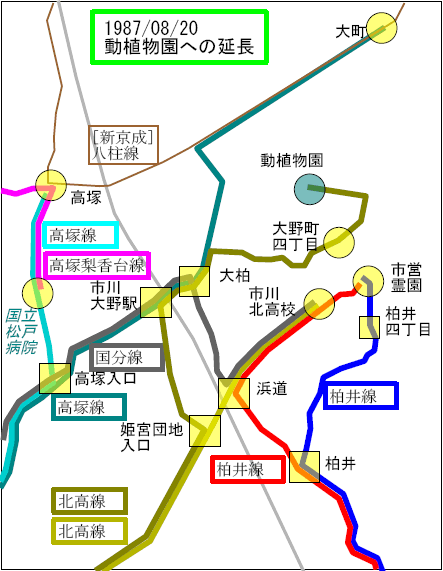
市川市大野町付近のバス路線の変遷（その6）
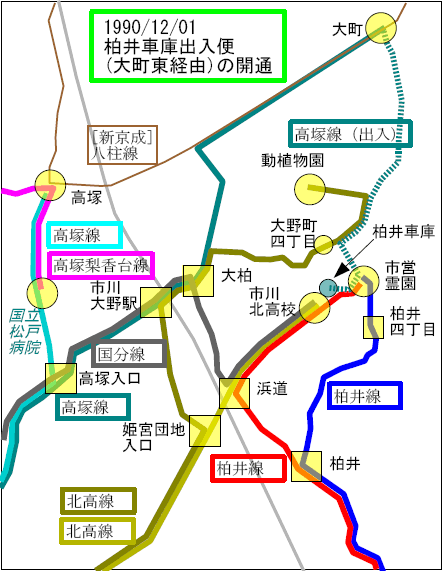
市川市大野町付近のバス路線の変遷（その7）
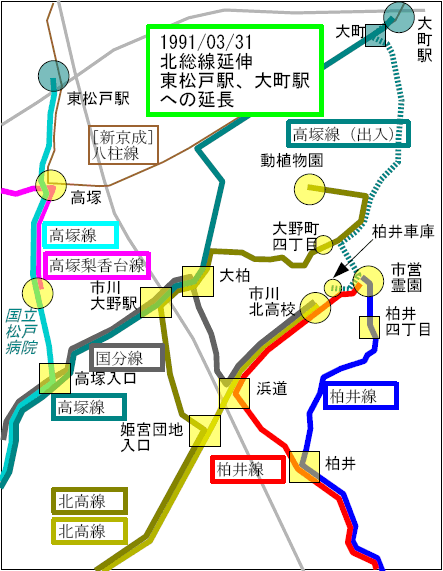
市川市大野町付近のバス路線の変遷（その8）
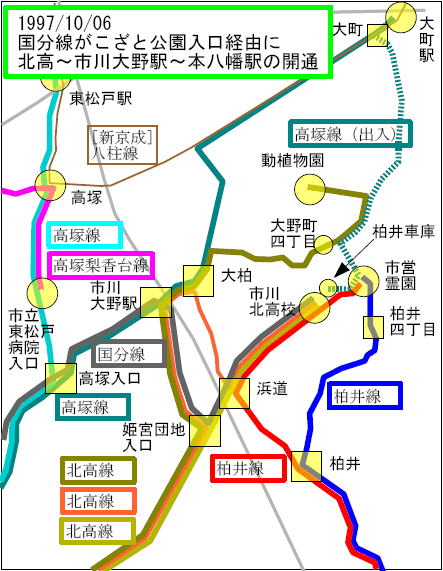
市川市大野町付近のバス路線の変遷（その9）
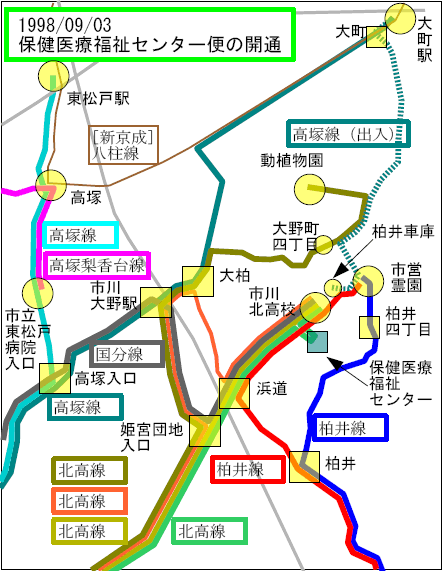
市川市大野町付近のバス路線の変遷（その10）
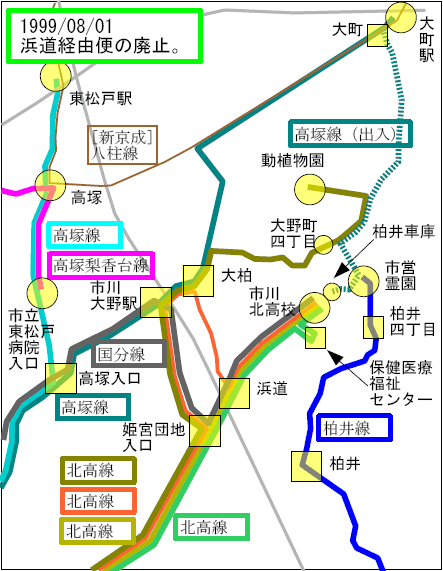
市川市大野町付近のバス路線の変遷（その11）
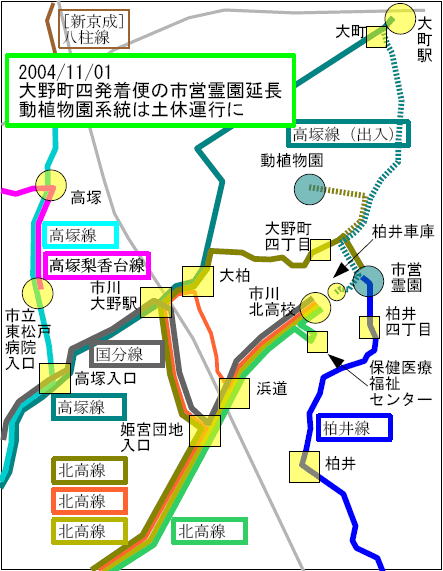
市川市大野町付近のバス路線の変遷（その12）

### 中国分線
- 市81急行：市川駅 -（ノンストップ）- 国府台駅 - 国府台病院入口[6] - 中国分 - 国分操車場 - 北国分駅
- 市82急行：市川駅 -（ノンストップ）- 国府台駅 - 国府台病院入口[6] - 中国分 - 国分操車場
- 市90特急：市川駅 →（ノンストップ）→ 国府台駅 →（ノンストップ）→ じゅんさい池 → 中国分 → 国分操車場
  - 1982年9月10日：国分操車場 - 中国分 - 国立病院を開通。両端停留所での乗継券制度の適用開始（現在は終了。終了日不明）。
  - 1986年2月28日：国分操車場 - 中国分 - 国立病院 - 市川駅 - 国分 - 国分操車場に延長。ほとんどの便は市川駅折返し。
  - 1995年4月1日：循環便を廃止し、国分操車場 - 中国分 - 市川駅となる。
  - 2008年11月17日：北国分駅 - 国分操車場 - 中国分 - 市川駅に延長。ただし、全ての便が北国分駅に乗り入れるわけではなく、従来通り国分操車場止まりの便も存在する。
  - 2018年1月16日：急行系統(市川駅～国府台駅までノンストップ)を新設
  - 2020年3月30日：市81・82系統を廃止、終日急行運転となる。
  - 2023年9月1日：特急系統(市川駅～国府台駅・国府台駅～じゅんさい池までノンストップ)を新設

国分操車場から坂を登って中国分地域を抜けて国府台経由で市川駅に行く路線である。開通当初は国分操車場 - 国立病院の短区間のみを走り、両端で乗り換える（割引のある乗継乗車券使用）という特殊な運行を行っていたが、現在では市川駅まで走っている。また、以前は国分操車場 - 中国分 - 市川駅 - 国分 - 国分操車場という循環便も存在していた。循環便は国分操車場基準左回り系統は午前中、同右回り系統は午後のみの設定で偏ったダイヤが組まれていた。2008年より国分操車場 - 北国分駅の区間が延伸した。

国府台病院付近の道路が非常に狭く、全便中型車（ホイールベース3.75m車限定）にて運行されている。この線が開通した時期は、京成にとって中型車による運行であることや、他線との乗継ぎを前提とした路線という珍しさもあって「ミニバス路線」として乗客へのアピールも行っていた。しかし、結局市川駅まで通しで運行することになり、京成バス全体でも有数のドル箱路線である松戸営業所の市川線（国府台病院 - 市川駅間）の区間を通ることとなったため、この線の車両だけ混雑度が高くなってしまうというデメリットも生じている。特に朝の市川駅方面の混雑は激しい。しかし、中型車の運行に限定され他の路線との車両の共有化ができないためこれ以上の増便は困難である。

### 中山競馬場臨時シャトルバス
- 直通：東中山駅 - （無停車） - 中山競馬場（JRAレース開催日のみ運行）《松戸営業所・習志野出張所と共管》

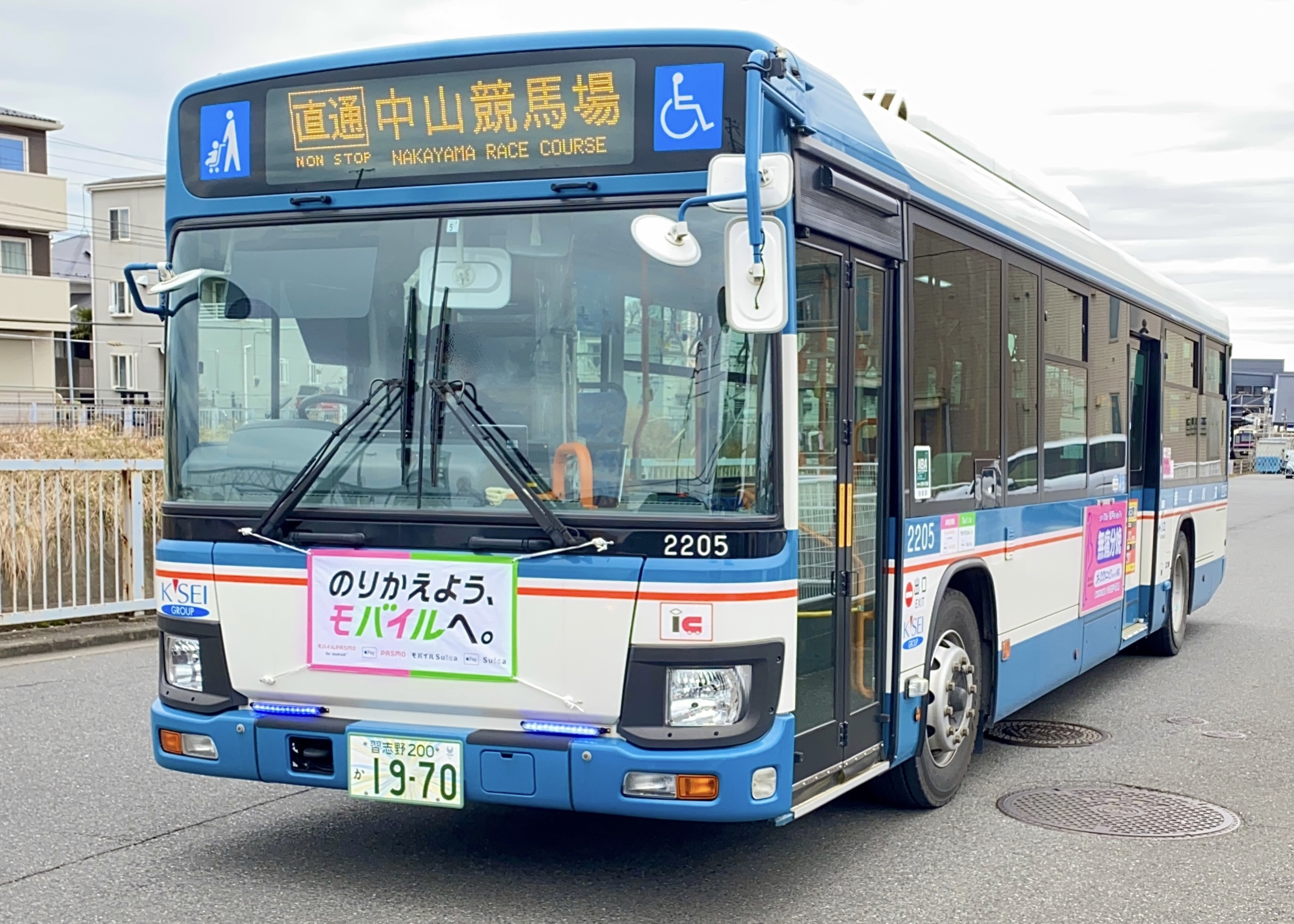
東中山駅と中山競馬場を結ぶ直通バス

JRAのレース開催日のみ運行される直通バス。1970年代より、「西船橋駅〜船橋競馬場」間のシャトルバスの運行を担当するも、2014年8月に西船橋駅発着便がちばレインボーバスとちばシティバスに移管され、東中山駅発着便の担当となった。なお西船橋駅発着便については、2025年4月の京成グループ再編に伴い、京成バス千葉イースト新港営業所・京成バス千葉セントラル印西営業所の2営業所による共同運行となり、実質的に京成バスによる運行へ戻された。後述するJRAの助成交付金を活用したノンステップバス3台は、この臨時シャトルバスにも充当される。
- - 2014年8月16日：新都心営業所・習志野出張所より移管。

### ファイターズタウン臨時シャトルバス（BIGBOSSバス）
- 臨時：大町駅 - 大町（自然公園入口） - 大町東 - 市川斎場 - 市川市霊園 - 霊園入口 - ファイターズタウン鎌ケ谷

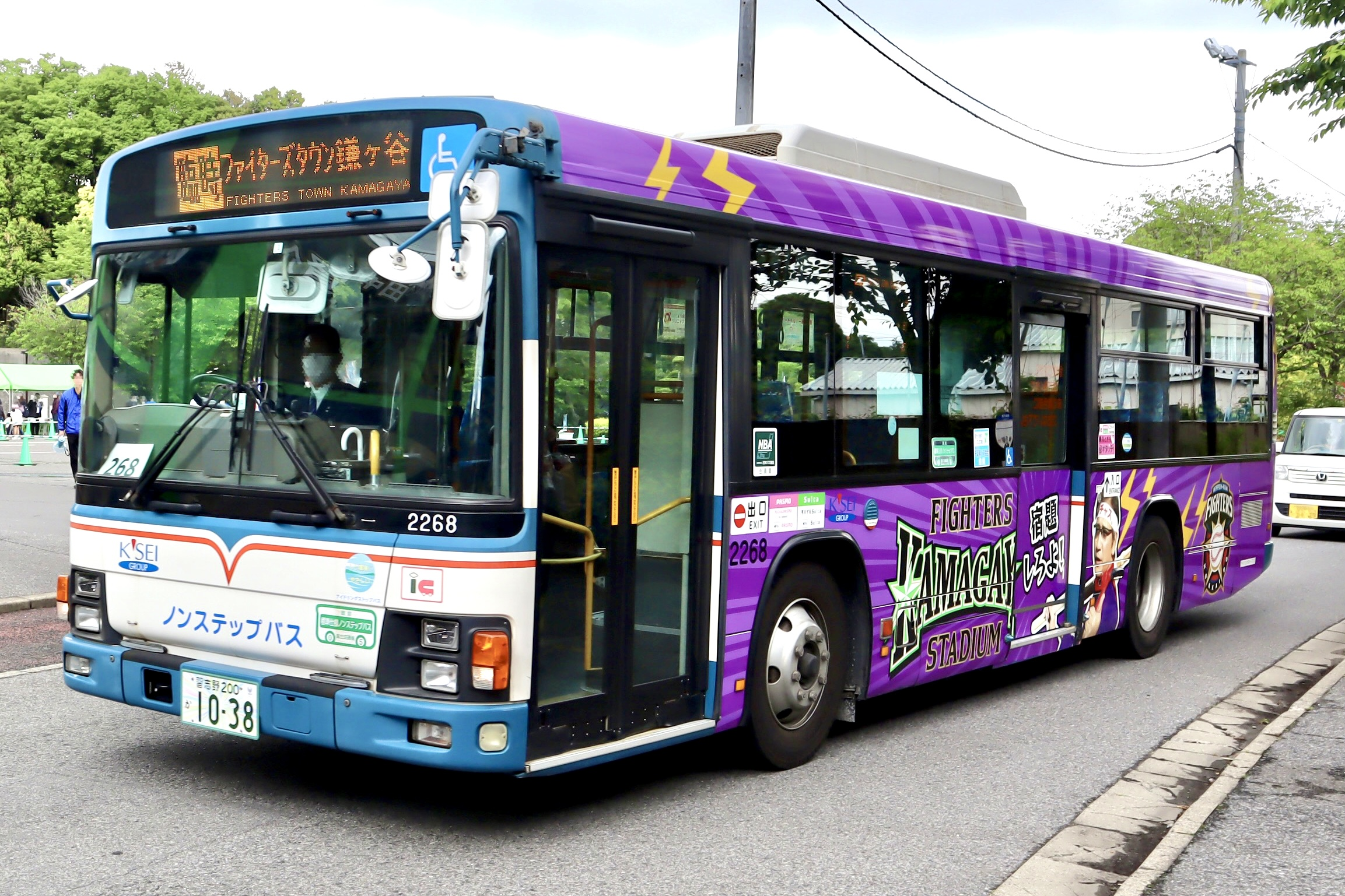
大町駅とファイターズタウン鎌ケ谷を結ぶ臨時バス

ファイターズ鎌ケ谷スタジアムでのプロ野球開催時のみ運行。2021年までは鎌ヶ谷駅（船橋新京成バスが運行）・西船橋駅・船橋法典駅から直通バスが運行されていたが、直線距離で言えばスタジアムから一番近い駅は北総鉄道の大町駅である事から、2022年3月8日と9日限定で大町駅発着便が設定された。これにより、2016年シーズン以来6シーズンぶりに北総鉄道沿線からの直通バスが整備されることとなった。
運行ルートはFs11系統と本33系統を組み合わせた直通系統となっている（市川営業所は通過）。
- - 2022年3月8日〜9日：限定運行[10]。
  - 2023年5月14日：対千葉ロッテマリーンズ戦にて、北総鉄道をマッチスポンサーに迎えた「北総鉄道DAY」開催に伴い1日限定で運行[11]。
  - 2024年3月23日：2024年度シーズンより、試合開催日は全日運行となる[12]。
  - 2025年3月15日：2025年度の公式戦は土休日のみ運行となる[13]。

### マリンスタジアム臨時直通バス
- 直通：海浜幕張駅 - （無停車） - ZOZOマリンスタジアム
  - 2023年10月14日：2023年度パシフィックリーグクライマックスシリーズ1stステージ第1戦にて運行。

市川営業所には千葉ロッテマリーンズのラッピングが施された車両が1両だけ在籍するものの、平時は営業所の目と鼻の先にあるファイターズ鎌ケ谷スタジアムを保有する北海道日本ハムファイターズに配慮し、ZOZOマリンスタジアムのシャトルバスを担当する事は無かったが、2023年度のクライマックスシリーズにて運行に参入した。

### 市川市コミュニティバス

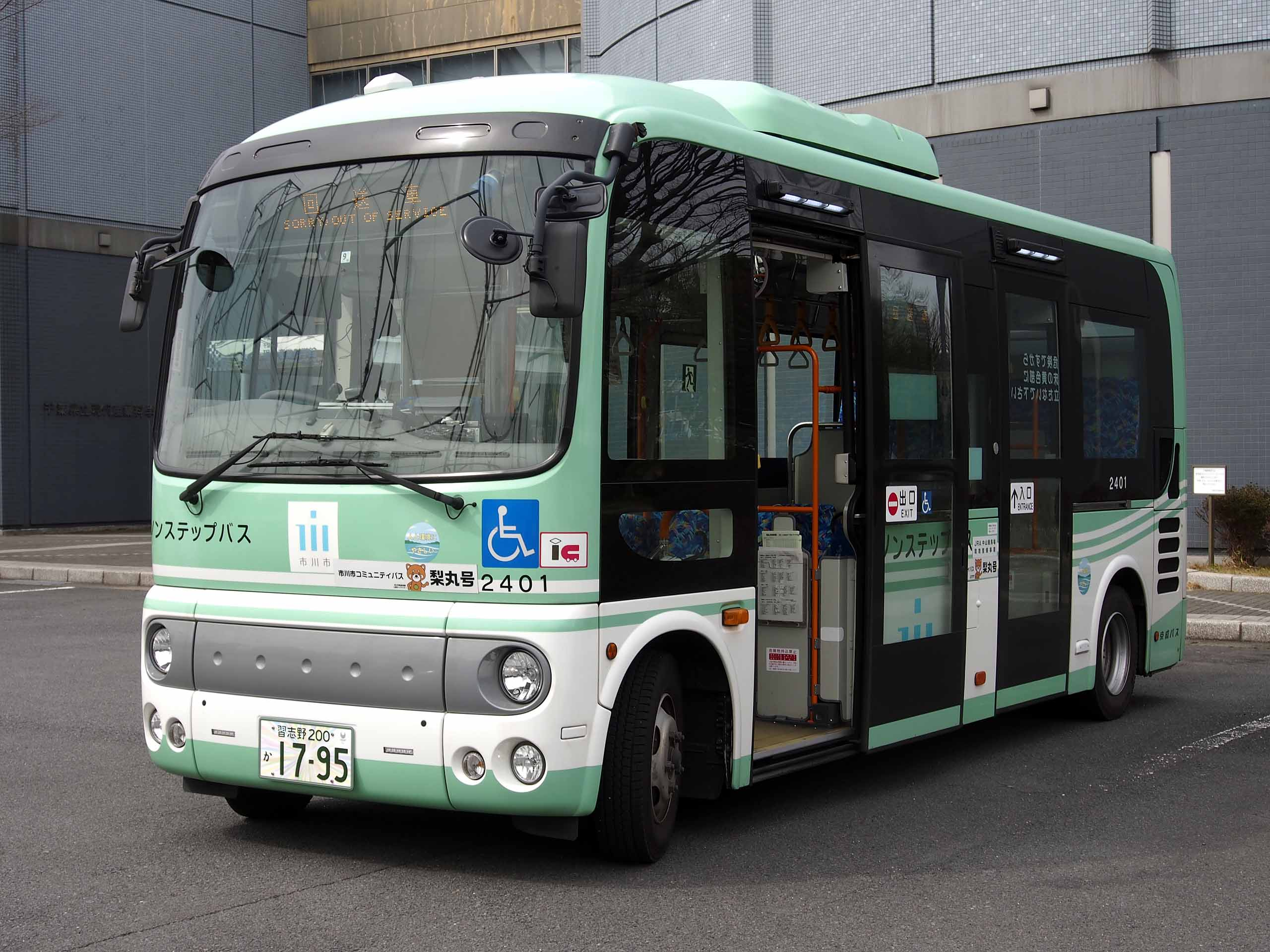
北東部ルート専用車(2401)

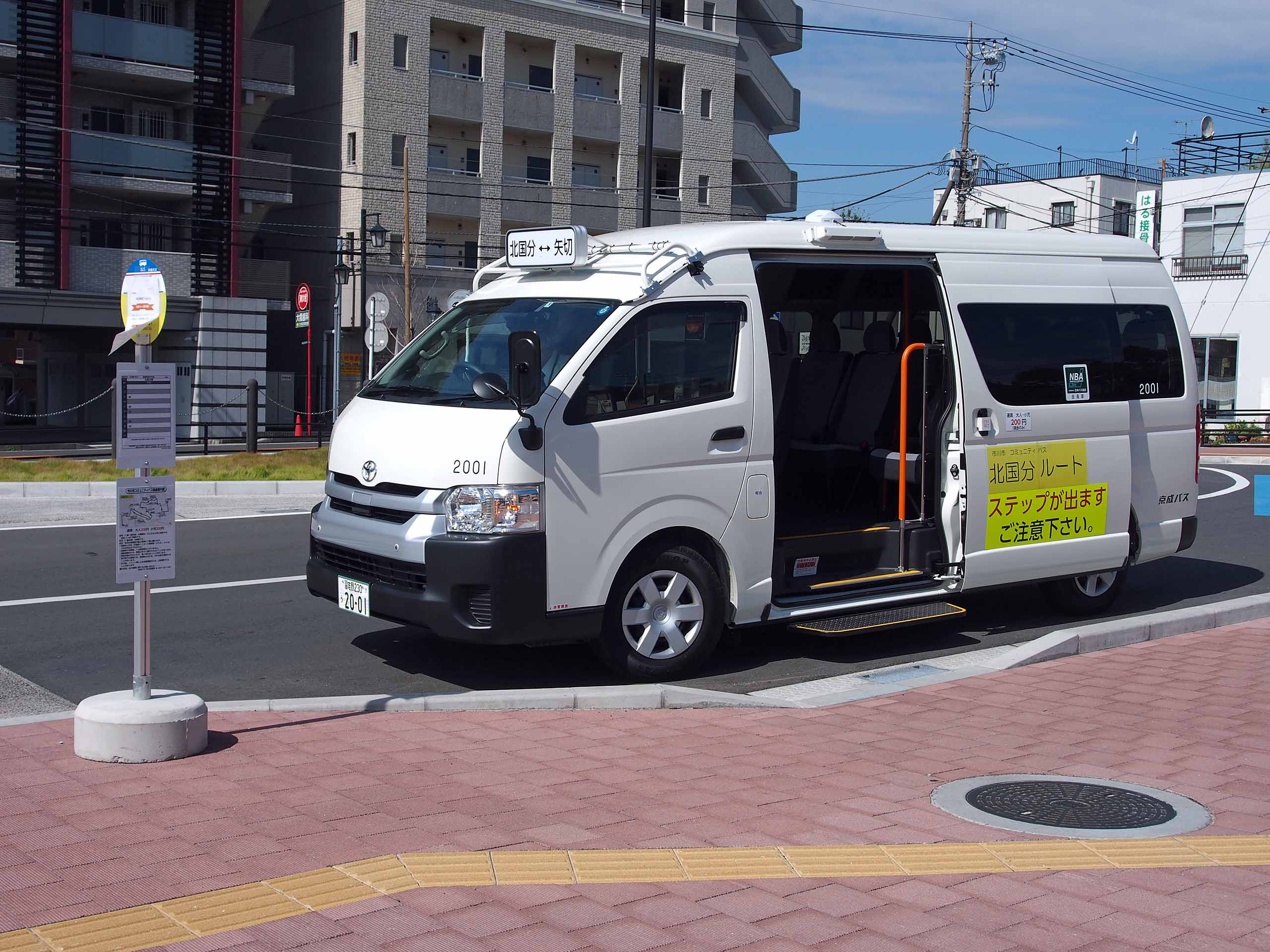
北国分ルート専用車(2001)

- 往復ルートAルート：松飛台駅 - 動植物園 - 医療センター入口 - 保健医療福祉センター - 船橋法典駅入口 - 北方町4丁目 - 市川学園 - 大野中央病院内（5往復運転。日曜・祝日ダイヤでは、最終便のみ大野中央病院内 → 保健医療福祉センターの区間便）
- 往復ルートBルート：保健医療福祉センター - 市川大野駅 - 大野小学校 - 大野中央病院内 - 中山団地 - 東部公民館 - 深町通り - 現代産業科学館・メディアパーク（5往復運転。月曜〜土曜ダイヤでは、加えて保健医療福祉センター - 大野中央病院内間の区間便を上下合わせて27本運行。）
- 北国分ルート（廃止）：北国分駅 - 北国分公園 - 博物館裏 - 下矢切栄町 - 矢切駅

- - 2005年（平成17年）10月：市川市内北東部および南部においてコミュニティバスの社会実験を開始する。運行予定期間は2年半としていた（その後、延長）。
  - 2014年（平成26年）10月：北東部・往復ルートの動植物園 - 松飛台駅間を延長。
  - 2015年（平成27年）12月：北東部ルートの愛称を「梨丸号」に決定[14]。
  - 2019年（令和元年）10月：北国分ルートの実証運行開始。消費税率改定に伴い北東部ルートの運賃を大人160円、小児100円に改定[15]。
  - 2021年（令和3年）7月30日：実証実験運行終了に伴い北国分ルートの運行を終了[16]。
  - 2023年（令和5年）10月1日：ダイヤ改正実施。路線・ルートを再編。

市川市からの受託を受けて、京成バスが運行を行っている。
北東部ルートは柏井車庫近隣の保健医療福祉センター（タムス市川リハビリテーション病院：旧・市川市リハビリテーション病院）を起点に、主に木下街道より北の地域をカバーする。往復ルートはニッケコルトンプラザ近隣の千葉県立現代産業科学館と松飛台駅を結び、循環ルートの西側を経由する。開通当初は、市川市動植物園までであったが、2014年（平成26年）10月より、松飛台駅まで延伸された。運賃は大人160円、小児100円で、PASMOでの支払いが可能。開業当初は三菱ふそう・エアロミディMEや日野・レインボーHRの7m車で運行されていたが、2014年から日野・ポンチョに置き換えられている。
平成17年度は136人/日、平成18年度は248人/日、平成19年度は326人/日（採算率43.2%）の利用があった。なお市川市は、コミュニティバスに関して北東部および南部路線に対して合計約7,340万円（平成19年度）を負担していた。
北国分ルートは北総線の矢切駅 - 北国分駅間の周辺地域を結ぶように設定され、2021年7月30日までの実証実験としてトヨタ・ハイエースコミューターを用いて平日に5往復が運行された。運賃は大人・小児共に200円で、PASMOでの支払いはできなかった。

## 移譲路線

### 鎌ヶ谷線
1998年6月1日に松戸営業所白井車庫担当から市川営業所に移ってきたが、1999年（平成11年）4月1日付でちばレインボーバスへ移管された。

### 高塚梨香台線
元は松戸営業所担当であったが、（年次不明）市川営業所に移され、2008年9月16日付で松戸新京成バスへ移管された。

### 柏井線
船橋営業所花輪車庫へ移管された後、2012年（平成24年）12月23日付で京成バスシステム（旧・貸切バスセンター）に移管された。

## 廃止路線

### 船橋行田線
- 船81：船橋駅北口 - 日本建鉄前 - 行田団地 - 前貝塚 - 船橋法典駅
- 船82：船橋駅北口 - 日本建鉄前 - 行田団地

ファイターズタウン線が行かないJR船橋駅と行田団地の間の輸送に参入するため、2015年（平成27年）2月16日付で、船橋新京成バス鎌ヶ谷営業所との共同運行による船81・82系統が新設された。ただし定期券等は、自社担当便のみに限り有効となっていたため、船橋新京成バス担当による運行については、当社の定期券は使うことができなかった（ダイヤモンドパスと小学生用のこどもんどころパスのみ共通利用可能）。なお、京成バスの一般路線の船橋駅乗り入れは市内線が船橋営業所花輪車庫（現・新都心営業所習志野出張所）から京成バスシステムに移管されて以来であり、同駅北口への乗り入れは初であった。
2019年（令和元年）9月30日限りで廃止となり、船橋新京成バスの建鉄線を軸に代替された。

## 車両

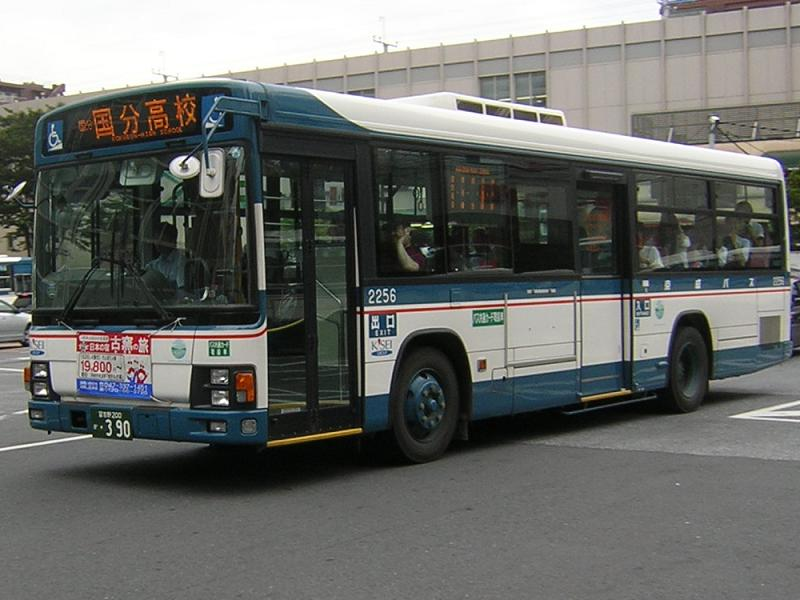
市川営業所所属車両

車両は古くからいすゞの車両を中心に導入し、1970年代には京成自動車工業の車体を載せた車両が導入されていた。但し同社は西日本車体工業のライセンス製造を行っており、当時東日本では数少ない西工バス車体の42MC（当時の「カマボコ」と通称される車体）が見られた。
1970年代後半に入ると川重車体工業製純正ボディと、富士重工業（現・SUBARUおよび桐生工業）製ボディがおおよそ半々程度の割合で納車されるようになる。川重は後にアイ・ケイ・コーチ→いすゞバス製造へと変遷していく。
2002年（平成14年）、富士重工がバス車体製造を終了したため、車体メーカーはいすゞバス製造に一本化されたが、2004年にはジェイ・バスへの合併に先立ち日野自動車の車両を少数ながら導入する。しかしこの合併後、千葉営業所等からいすゞ車、船橋営業所から日野車が大量に転入している。2006年度には三菱ふそう製の新車が導入されているが、こちらも現時点では少数派である。また、中国分線専用の中型バス（1998年度車 KC-LR333F 1台（習志野22を3247）、2004年度車 KK-LR233F 2台（習志野200か461、462））が存在（2010年12月現在東京ベイシティ交通に転属）した。
ちなみに、非常に珍しい車両であるいすゞ・エルガJも導入されている（京成バス以外では、関東地方は立川バスしか導入されていないが、同社ではすでに引退している）。
沿線に中山競馬場が立地することから、2023年に日本中央競馬会(JRA)の競馬場周辺交通機関整備事業による助成交付金を活用したノンステップバスが3台導入され(車両番号：2231 - 2233)、それらを示すステッカーが車体・車内に掲出されている。平日ダイヤは主に西船橋駅発着路線、土曜・休日ダイヤは中山競馬場本場開催日に運行される東中山駅 - 中山競馬場間の路線を中心に運行されている。